# Villa Bechyňová
Villa Bechyňová (rozená Vosková, 9. srpna 1897 New York – 28. dubna 1995 ? Mariánské Lázně) byla česká sekretářka a špionka, členka tzv. Prvního československého odboje ve Spojených státech amerických a odbojové organizace Maffie, později členka České straně sociálně demokratické-dělnické, dcera českoamerického podnikatele a zpravodajce Emanuela Viktora Vosky. Roku 1917 absolvovala s otcem cestu z Rakouska-Uherska do Spojeného království jako kurýrka s tajnými materiály adresovanými T. G. Masarykem britské vládě, posléze pak prováděla špionážní činnost v německé firmě v USA. Po vzniku Československa se sem přestěhovala a posléze provdala za sociálně-demokratického politika Zdeňka Bechyněho, vězněného československým komunistickým režimem.

## Život

### Mládí
Narodila se v New Yorku v rodině českých emigrantů Emanuela Viktora Vosky a jeho manželky Anny, rozené Ročňákové. Otec, původně kameník pocházející z Kutné Hory, se v mládí kvůli svým sociálně-demokratickým a protirakouským postojům vystěhoval do Spojených států, kde posléze úspěšně provozoval několik kamenolomů a stal se důležitou postavou místní komunity Čechů a Slováků. Vychována byla v českém národním duchu, dostalo se jí dobrého vzdělání.

### Československý odboj
Po vypuknutí první světové války se s otcem, tehdejším místopředsedou Svazu Česko-Amerických žurnalistů, nacházela v Praze. Emanuel Voska se připravoval na opětovný návrat do USA za účelem budování organizační sítě usilující o vznik samostatného československého státu. T. G. Masaryk, tehdejší poslanec rakouské Říšské rady, zajistil před svou emigrací podrobnou dokumentaci týkající se rakousko-uherské hospodářské a vojenské připravenosti na válku, jejichž transportem do rukou představitelů britské vlády byl Voska pověřen. U jistého pražského ševce ve Vltavské ulici měly být dokumenty skryty do podrážek jeho bot, kvůli jejich objemu bylo ale rozhodnuto o skrytí listů papíru také do dráty vyztuženého korzetu Villy. Voskovi pak bez povšimnutí vycestovali do Velké Británie, během pětidenní cesty si korzet Villa nemohla celou cestu sejmout. Veškerý obsah byl pak přepsán z propocených papírů v kanceláři redakce deníku London Times a ještě téhož dne předán do rukou lorda Horatia Kitchenera, britského ministra války, a také ruského velvyslance v Londýně.

### Špionážní činnost
Voskovi se poté navrátili do Spojených států, které do války doposud nevstoupily, kde v následující krátké době vybudoval Emanuel Voska s pomocí svých spolupracovníků a kontaktů zpravodajskou síť zachytávající informace o rakousko-uherské a německé činnosti na americkém kontinentě. Villa pak tvořila jednu z klíčových osob řetězce, neboť byla od března 1915 zaměstnána jako sekretářka u v New Yorku sídlící německé firmy Cental Purchasing Co.. Ta pod falešnými údaji o obsahu nákladů a hospodářskými machinacemi získávala z USA, Mexika, Brazílie a dalších jihoamerických států zásoby zboží či potravin určených pro bojující Německé císařství, často pašovaných přes přístavy v Dánsku či Švédsku. Stejně tak zaznamenávala Voskova skupina provádění zbrojních objednávek německými firmami v USA, aby při případné zbrojní podpoře států Dohody či vstupu USA do války nestíhaly plnit státní armádní zakázky (jen málo se jich přitom reálně dostalo k německé armádě, což ani nebylo účelem). Zachytila také informace o zásobování německých ponorek v Atlantiku či plánech o plánované německé invazi do Irska. Vosková na denní bázi zadržovala firemní korespondenci, kterou pak česko-američtí agenti otevírali a opisem či fotograficky dokumentovali a posléze opět zalepovali k odeslání zásilek.
Na konci roku 1916 byla však člověkem z okruhu tzv. Národního sdružení, česko-slovenské krajanské organizace snažící se dosáhnout podpory k uznání samostatného československého státu, prozrazena činnost Voskovy skupiny článkem v německém časopise Vaterland. Za těchto okolností Vosková místo opustila a nadále pracovala pro československý zahraniční odboj soustředěný kolem Tomáše Garrigue Masaryka, Edvarda Beneše a Milana Rastislava Štefánika. Jistou dobu působila přímo jako Štefánikova osobní sekretářka.

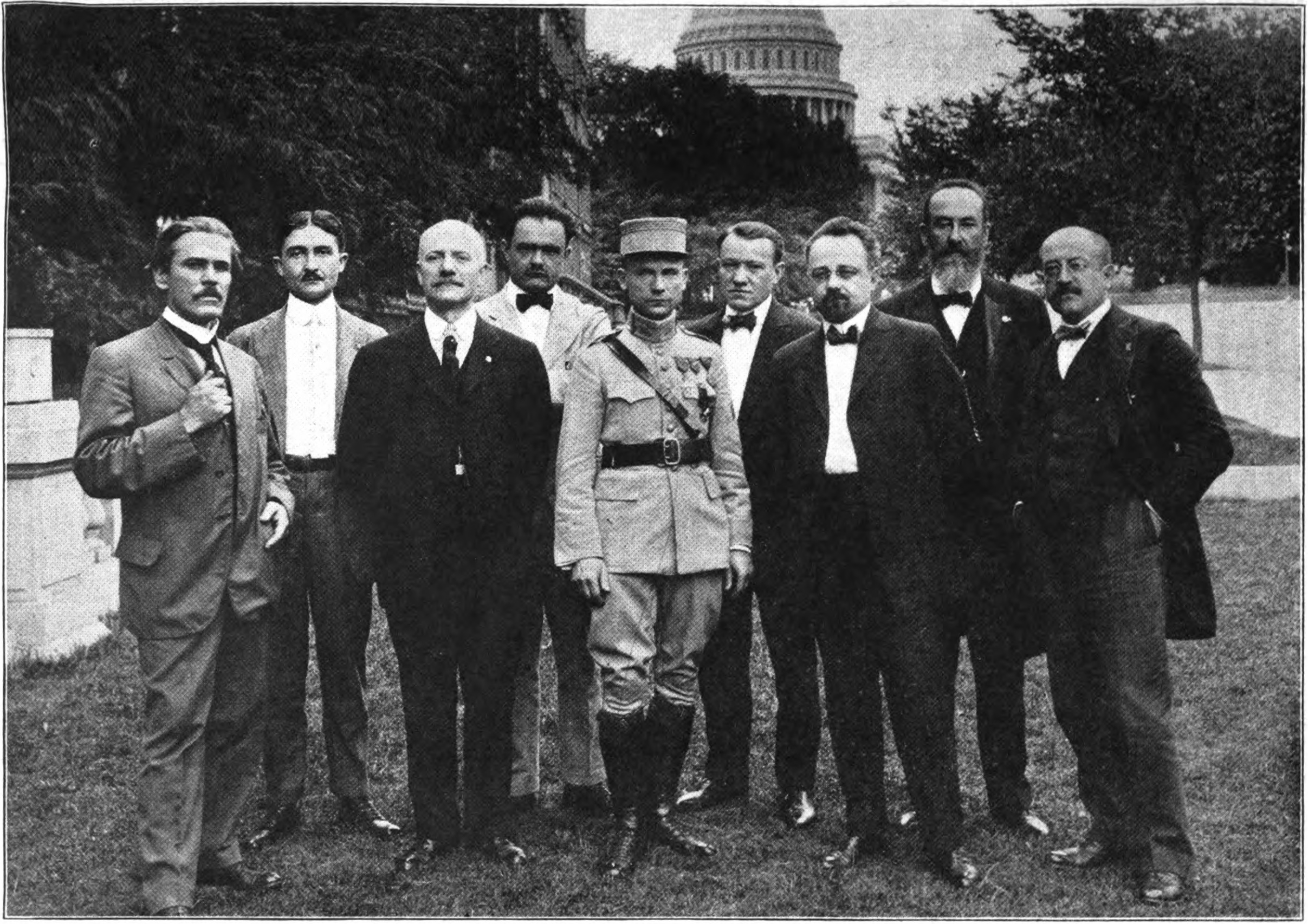
Setkání postav Prvního československého odboje ve Washingtonu D. C. (E. Voska čtvrtý zprava)

V květnu 1917 došlo k zapojení se Spojených států do války a přerušení diplomatických a dopravních styků s mocnostmi Trojspolku. Emanuel Voska byl následně jmenován prezidentem Woodrowem Wilsonem členem amerického generálního štábu a jmenován zpravodajským pověřencem pro střední Evropu. Villa Vosková následně přijala místo u rozvědky Námořnictva Spojených států, pracovala na několika místech na východním pobřeží USA. S prezidentem Wilsonem se opakovaně setkala. Poté byla odeslána na americké velvyslanectví ve švýcarském Bernu, kde mj. zpracovávala informace a zprávy ze středoevropských zemí.
V československém zahraničním odboji působilo, především jako kurýrky, několik dalších mladých Čechoameričanek, například Marie Kvíčalová, Anna Chaloupková či Milada Jarušková, obě cestující posledním německým parníkem z USA do českých zemích. O nebezpečnosti těchto úkolů může svědčit fakt, že Jarušková byla při svém příjezdu na rakousko-uherskou hranici zadržena, odsouzena k trestu smrti a zbytek války nakonec přečkala ve vězení, a Chaloupková sice zprávu po příjezdu do Prahy předala, kvůli následným existenčním problémům ale onemocněla zápalem plic a roku 1920 v chudobě zemřela.

### Po vzniku Československa
Po skončení války a vzniku Československa se přesunula do Prahy, kam se přestěhovali též rodiče z USA. Začala se angažovat v České straně sociálně demokratické-dělnické. Zde potkala o osm let mladšího Zdeňka Bechyněho, za kterého se provdala a nadále užívala příjmení Bechyňová. Roku 1927 byla dekorována státní Československou revoluční medaili za přínos při vzniku státu. Manželé téhož roku počali dceru Petruši. Žili v Brodech u Krásného Dvora poblíž Podbořan, kde Bechyně provozoval automatickou mlékárnu.
Po záboru Sudet nacistickým Německem následkem Mnichovské dohody se v říjnu přestěhovali Bechyňovi do Prahy. Po obsazení tzv. Druhé republiky a vzniku Protektorátu Čechy a Morava odešel Bechyně do Velké Británie, kde se připojil k československým exilovým jednotkám a posléze se jako štábní kapitán tankistů zapojil do bojů druhé světové války. Po skončení války se rodina vrátila do Brodů.

### Únor 1948
Po komunistickém převratu v Československu v únoru 1948 byly rodiny Voskova a Bechyňova politicky perzekvovány. Emanuel Voska byl jako zpravodajský důstojník prvního a druhého odboje a pro své vazby na španělské interbrigadisty se stal předmětem zájmu Státní bezpečnosti. V roce 1950 byl zatčen a ve vykonstruovaném procesu roku 1954 odsouzen na deset let vězení. V procesu s Rudolfem Slánským v listopadu 1952 byly, dopis nalezený při domovní prohlídce a jeho výpověď při zatčení, použity jako důkazy proti Otto Šlingovi. V roce 1960 byl jako těžce nemocný, krátce před svou smrtí, podmínečně propuštěn. Zdeněk Bechyně byl jako odpůrce Fierlingerovy koncepce sloučení ČSSDS s KSČ poprvé StB zatčen, vyslýchán a krátce vězněn roku 1949. O majetek rodina vinou znárodnění přišla. Roku 1950 byl zatčen podruhé a v procesu odsouzen za velezradu ke čtrnáctiletému trestu. Z vězení byl propuštěn až roku 1964. V období Pražského jara se angažoval v obnově ČSSD, což ukončila invaze vojsk Varšavské smlouvy do ČSSR a následný nástup normalizace. Stihl ještě na jaře 1969 vykonat cestu do Londýna a předat dokumenty zdejšímu exilovému vedení strany.
Manželé Bechyňovi se pak na důchod přestěhovali do pohraničí, usadili se v Mariánských Lázních. Zdeněk Bechyně zde také roku 1974 zemřel.
V období tzv. perestrojky na konci 80. let pak roku 1988 po dlouhých letech informoval o příběhu rodiny Voskovy československý tisk. Dcera Petruše, provdaná Hrubá, se po Sametové revoluci podílela na porevoluční obnově ČSSD v západních Čechách.

### Úmrtí
Villa Bechyňová zemřela 28. dubna 1995 ve věku 97 let, nejspíše v Mariánských Lázních.